# Altels
L'Altels (3.629 m s.l.m.) è una montagna delle Alpi Bernesi che si trova sul confine tra il Canton Vallese ed il Canton Berna.

## Caratteristiche
La montagna è collocata a nord-ovest del Balmhorn. La punta è costituita da due corni di uguale altezza su uno dei quali è collocata una croce.